# Niter kibbeh

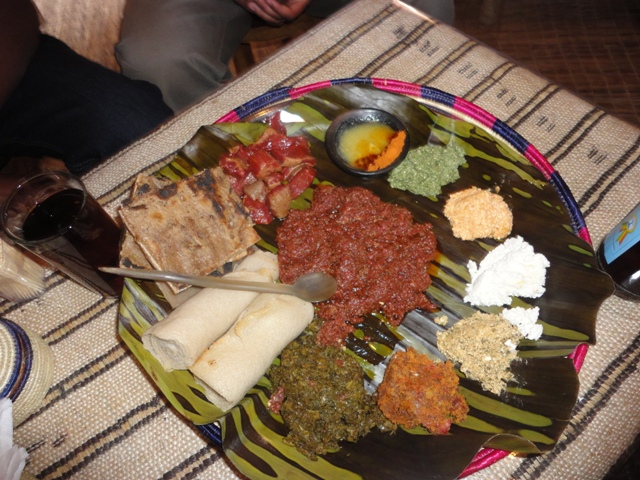
Kitfo servi avec un bol de niter kibbeh.

Le niter kibbeh (amharique : ንጥር ቅቤ) (ou tesmi en tigrigna) est un beurre clarifié assaisonné de diverses épices telles que le cumin, la coriandre, le curcuma, la cardamome, la cannelle et le gingembre avant d'être filtré. Il est omniprésent dans la cuisine d'Éthiopie et d'Érythrée.